# Banana Yoshimoto
Banana Yoshimoto (jap. 吉本 ばなな Yoshimoto Banana), właśc. Mahoko Yoshimoto (jap. 吉本 真秀子 Yoshimoto Mahoko) (ur. 24 lipca 1964 w Tokio) – japońska pisarka. 

## Życiorys
Urodziła się 24 lipca 1964 roku w Tokio w rodzinie krytyka literackiego zaangażowanego w radykalny ruch studencki lat 60. XX w. Skończyła Uniwersytet Nihon (ang. Nihon University, jap. Nihon Daigaku). Nowela, która była jej pracą zaliczeniową, szybko zyskała popularność i została wyróżniona nagrodą im. Kyōki Izumi (1986). W tym okresie przyjęła pseudonim literacki Banana Yoshimoto.
Zadebiutowała w 1988 roku powieścią Kuchnia. Dzieło sprzedało się w Japonii w ponad dwumilionowym nakładzie, zdobyło kilka nagród literackich i doczekało się dwóch adaptacji filmowych: japońskiego filmu telewizyjnego i hongkońskiej produkcji filmowej. 
Drugą jej powieścią jest Tsugumi (1989) – historia ciężko chorej dziewczyny, której figlarna natura doprowadza do szału, choć czasem i rozbawia, jej rodzinę. Choroba pozwala bohaterce odrzucić społeczne normy i oczekiwania. Powieść została wyróżniona nagrodą im. Shūgorō Yamamoto. Rok później pojawiła się adaptacja filmowa powieści. 
Banana Yoshimoto w swoich książkach mówi o stracie, pustce która gnieździ się w człowieku po stracie ukochanej osoby, o samotności i strachu, a jednocześnie o magii miłości i przyjaźni. Jej książki przetłumaczono i wydano w przeszło 20 krajach.
Ma jednego syna.

## Twórczość
- 1988: Kitchin, wyd. pol.: Kuchnia. Anna Zielińska-Elliott (tłum.). Państwowy Instytut Wydawniczy, 2004. ISBN 83-06-02931-3. Brak numerów stron w książce
- 1989: Tsugumi, wyd. pol.: Tsugumi. Gabriela Rzepecka (tłum.). Państwowy Instytut Wydawniczy, 2005. ISBN 83-06-02947-X. Brak numerów stron w książce
- 1989: Shirakawa yofune (opowiadania)[1]
- 1989: Painatsupurin (eseje)[1]
- 1990: NP, wyd. pol.: N.P.. Katarzyna Tran Trang (tłum.). Kwiaty Orientu, 2020. ISBN 978-83-66658-01-1. Brak numerów stron w książce
- 1993: Tokage (opowiadania)[1]
- 1994: Amurita[1]
- 1994: Yume ni tsuite (eseje)[1]
- 1995: Painappuru heddo (eseje)[1]
- 1999: Hādoboirudo/hādorakku[1]